# Babiya
Babiya – gaun wikas samiti we wschodniej części Nepalu w strefie Kośi w dystrykcie Sunsari. Według nepalskiego spisu powszechnego z 2001 roku liczył on 1218 gospodarstw domowych i 7219 mieszkańców (3503 kobiet i 3716 mężczyzn).